# Morris Weitz
Morris Weitz ([wi:ts]) (24 de julio de 1916 - 1 de febrero de 1981) fue un filósofo estadounidense, dedicado principalmente al campo de la estética.
Recibió su doctorado de la Universidad de Míchigan. Durante el curso de su carrera enseñó en el Vassar College, en Ohio State University y en la Universidad de Brandeis. Su obra principal fue El papel de la teoría en la estética. Este trabajo estimuló un amplio debate dentro de la filosofía del arte y es parte de un movimiento más amplio conocido como antiesencialismo. Este movimiento fue muy popular en la década de 1950, siendo defendido por autores como W.B. Gallie, W.E. Kennick y Paul Ziff. Weitz argumentó en contra de la metodología esencialista tradicional y propuso la utilización del argumento de la "semejanza familiar" de Wittgenstein como un método alternativo para la identificación de objetos de arte. Propuso que al preguntar «¿qué es arte?» los esteticistas estaban realmente haciendo la pregunta equivocada; la pregunta que creía que era necesario ocuparse a fondo, en cambio, era "¿qué tipo de concepto es el arte?", defendiendo el arte como un concepto abierto. Weitz es reconocido por haber renovado el interés en la filosofía analítica de la estética, aunque más tarde desarrolló una filosofía de la crítica, en la que el crítico debe describir, interpretar, evaluar y, finalmente, teorizar sobre la obra en cuestión.

## Obras
- Philosophy of the Arts, 1950
- The Role of Theory in Aesthetics, Journal of Aesthetics and Art Criticism, vol. 15 (1956), pp. 27–35; reprinted in P. Lamarque and S. H. Olsen (eds), Aesthetics and the Philosophy of Art: The Analytic Tradition, (Oxford: Blackwell, 2004), pp. 12–18.
- Philosophy in literature, 1963
- Philosophy of the arts, 1964
- Hamlet and the philosophy of literary criticism, 1964

- Datos: Q2743671